# Romanby
Romanby is een civil parish in het bestuurlijke gebied Hambleton, in het Engelse graafschap North Yorkshire met 6177 inwoners.